# Tour de Flandes femenino 2020
La 17.ª edición del Tour de Flandes femenino se celebró el 18 de octubre de 2020 sobre un recorrido de 135,6 km con inicio y final en la ciudad de Oudenaarde en Bélgica.
La carrera hizo parte del UCI WorldTour Femenino 2020 como competencia de categoría 1.WWT del calendario ciclístico de máximo nivel mundial siendo la novena carrera de dicho circuito y fue ganada por la ciclista neerlandesa Chantal van den Broek-Blaak del equipo Boels Dolmans. El podio lo completaron la también neerlandesa y compañera de equipo de la vencedora Amy Pieters y la belga Lotte Kopecky del equipo Lotto Soudal Ladies.

## Equipos
Tomaron parte en la carrera un total de 20 equipos invitados por la organización, 7 de ellos de categoría UCI World Team y 13 de categoría UCI Women's continental teams, quienes conformaron un pelotón de 117 ciclistas de las cuales terminaron 79. Los equipos participantes fueron:
| translation for headoftableIII_translate index 58 not found (7)- Canyon-SRAM Racing - CCC-Liv - FDJ-Nouvelle Aquitaine-Futuroscope - Mitchelton-Scott - Movistar Team - Sunweb Women - Trek-Segafredo UCI Women's continental teams (6)- Boels Dolmans - Ceratizit-WNT Pro Cycling - Ciclotel - Cogeas Mettler Look - Multum Accountants-LSK - Tibco-Silicon Valley Bank Unknown team category (7)- Doltcini-Van Eyck Sport - Hitec Products - Lotto Soudal Ladies - Massi Tactic - Parkhotel Valkenburg-Destil - Rally - Valcar-Travel & Service |
| |

## Clasificación final
La clasificación finalizó de la siguiente forma:

### Clasificación general
| \| Clasificación general \| Clasificación general \| Clasificación general \| Clasificación general \| Clasificación general \| \| Ciclista \| Ciclista \| Equipo \| Tiempo \| \| \| --------------------- \| --------------------------- \| ---------------------------------- \| --------------------- \| --------------------- \| \| 1.ª \| Chantal van den Broek-Blaak \| Boels Dolmans \| 3 h 29 min 57 s \| \| \| 2.ª \| Amy Pieters \| Boels Dolmans \| + 1 min 01 s \| \| \| 3.ª \| Lotte Kopecky \| Lotto Soudal Ladies \| + 1 min 01 s \| \| \| 4.ª \| Lisa Brennauer \| Ceratizit-WNT Pro Cycling \| + 1 min 01 s \| \| \| 5.ª \| Sarah Roy \| Mitchelton-Scott \| + 1 min 01 s \| \| \| 6.ª \| Alena Amialiusik \| Canyon-SRAM Racing \| + 1 min 01 s \| \| \| 7.ª \| Demi Vollering \| Parkhotel Valkenburg \| + 1 min 01 s \| \| \| 8.ª \| Elisa Longo Borghini \| Trek-Segafredo \| + 1 min 01 s \| \| \| 9.ª \| Lauren Stephens \| Tibco-Silicon Valley Bank \| + 1 min 01 s \| \| \| 10.ª \| Marta Cavalli \| Valcar-Travel & Service \| + 1 min 01 s \| \| \| 11.ª \| Anna van der Breggen \| Boels Dolmans \| + 1 min 01 s \| \| \| 12.ª \| Floortje Mackaij \| Sunweb \| + 1 min 01 s \| \| \| 13.ª \| Riejanne Markus \| CCC-Liv \| + 1 min 01 s \| \| \| 14.ª \| Grace Brown \| Mitchelton-Scott \| + 1 min 01 s \| \| \| 15.ª \| Annemiek van Vleuten \| Mitchelton-Scott \| + 1 min 01 s \| \| \| 16.ª \| Cecilie Uttrup Ludwig \| FDJ-Nouvelle Aquitaine-Futuroscope \| + 1 min 01 s \| \| \| 17.ª \| Ellen van Dijk \| Trek-Segafredo \| + 4 min 15 s \| \| \| 18.ª \| Jolien D'Hoore \| Boels Dolmans \| + 4 min 15 s \| \| \| 19.ª \| Aude Biannic \| Movistar Team \| + 5 min 28 s \| \| \| 20.ª \| Amalie Dideriksen \| Boels Dolmans \| + 5 min 58 s \| \| |                             |                                    |                 |
| |                             |                                    |                 |
| Fuente: ProCyclingStats |                             |                                    |                 |
| Clasificación general |                             |                                    |                 |
| Ciclista | Ciclista                    | Equipo                             | Tiempo          |
| 1.ª | Chantal van den Broek-Blaak | Boels Dolmans                      | 3 h 29 min 57 s |
| 2.ª | Amy Pieters                 | Boels Dolmans                      | + 1 min 01 s    |
| 3.ª | Lotte Kopecky               | Lotto Soudal Ladies                | + 1 min 01 s    |
| 4.ª | Lisa Brennauer              | Ceratizit-WNT Pro Cycling          | + 1 min 01 s    |
| 5.ª | Sarah Roy                   | Mitchelton-Scott                   | + 1 min 01 s    |
| 6.ª | Alena Amialiusik            | Canyon-SRAM Racing                 | + 1 min 01 s    |
| 7.ª | Demi Vollering              | Parkhotel Valkenburg               | + 1 min 01 s    |
| 8.ª | Elisa Longo Borghini        | Trek-Segafredo                     | + 1 min 01 s    |
| 9.ª | Lauren Stephens             | Tibco-Silicon Valley Bank          | + 1 min 01 s    |
| 10.ª | Marta Cavalli               | Valcar-Travel & Service            | + 1 min 01 s    |
| 11.ª | Anna van der Breggen        | Boels Dolmans                      | + 1 min 01 s    |
| 12.ª | Floortje Mackaij            | Sunweb                             | + 1 min 01 s    |
| 13.ª | Riejanne Markus             | CCC-Liv                            | + 1 min 01 s    |
| 14.ª | Grace Brown                 | Mitchelton-Scott                   | + 1 min 01 s    |
| 15.ª | Annemiek van Vleuten        | Mitchelton-Scott                   | + 1 min 01 s    |
| 16.ª | Cecilie Uttrup Ludwig       | FDJ-Nouvelle Aquitaine-Futuroscope | + 1 min 01 s    |
| 17.ª | Ellen van Dijk              | Trek-Segafredo                     | + 4 min 15 s    |
| 18.ª | Jolien D'Hoore              | Boels Dolmans                      | + 4 min 15 s    |
| 19.ª | Aude Biannic                | Movistar Team                      | + 5 min 28 s    |
| 20.ª | Amalie Dideriksen           | Boels Dolmans                      | + 5 min 58 s    |

## Ciclistas participantes y posiciones finales
Convenciones:
- AB-N: Abandono en la etapa "N"
- FLT-N: Retiro por llegada fuera del límite de tiempo en la etapa "N"
- NTS-N: No tomó la salida para la etapa "N"
- DES-N: Descalificado o expulsado en la etapa "N"

## UCI WorldTour Femenino
El Tour de Flandes femenino otorgó puntos para el UCI World Ranking Femenino y el UCI WorldTour Femenino para corredoras de los equipos en las categorías UCI Team Femenino. Las siguientes tablas muestran el baremo de puntuación y las 10 corredoras que obtuvieron más puntos:
| Posición   | 1.ª | 2.ª | 3.ª | 4.ª | 5.ª | 6.ª | 7.ª | 8.ª | 9.ª | 10.ª | 11.ª | 12.ª | 13.ª | 14.ª | 15.ª | 16.ª-20.ª | 21.ª-30.ª | 31.ª-40.ª |
| Puntuación | 400 | 320 | 260 | 220 | 180 | 140 | 120 | 100 | 80  | 68   | 56   | 48   | 40   | 32   | 28   | 24        | 16        | 8         |

| Clasificación |                             |                           |        |
| Posición      | Ciclista                    | Equipo                    | Puntos |
| ------------- | --------------------------- | ------------------------- | ------ |
| 1.ª           | Chantal van den Broek-Blaak | Boels Dolmans             | 400    |
| 2.ª           | Amy Pieters                 | Boels Dolmans             | 320    |
| 3.ª           | Lotte Kopecky               | Lotto Soudal Ladies       | 260    |
| 4.ª           | Lisa Brennauer              | Ceratizit-WNT             | 220    |
| 5.ª           | Sarah Roy                   | Mitchelton Scott          | 180    |
| 6.ª           | Alena Amialiusik            | Canyon SRAM Racing        | 140    |
| 7.ª           | Demi Vollering              | Parkhotel Valkenburg      | 120    |
| 8.ª           | Elisa Longo Borghini        | Trek-Segafredo            | 100    |
| 9.ª           | Lauren Stephens             | Tibco-Silicon Valley Bank | 80     |
| 10.ª          | Marta Cavalli               | Valcar-Travel & Service   | 68     |